# Cacostatia assuta
Cacostatia assuta är en fjärilsart som beskrevs av Max Wilhelm Karl Draudt 1915. Cacostatia assuta ingår i släktet Cacostatia och familjen björnspinnare. Inga underarter finns listade i Catalogue of Life.